# 西浦賀
西浦賀（にしうらが）は、神奈川県横須賀市の地名。現行行政地名は西浦賀一丁目から西浦賀六丁目。住居表示実施済区域。

## 地理
横須賀市の東部にある浦賀地区に属し、北に浦賀と浦賀丘、南に光風台と南浦賀と久里浜台と長瀬と久比里と接している。

## 世帯数と人口
2023年（令和5年）4月1日現在（横須賀市発表）の世帯数と人口は以下の通りである。
| 丁目         | 世帯数    | 人口    |
| ------------ | --------- | ------- |
| 西浦賀一丁目 | 130世帯   | 266人   |
| 西浦賀二丁目 | 262世帯   | 548人   |
| 西浦賀三丁目 | 427世帯   | 957人   |
| 西浦賀四丁目 | 265世帯   | 481人   |
| 西浦賀五丁目 | 345世帯   | 665人   |
| 西浦賀六丁目 | 34世帯    | 39人    |
| 計           | 1,463世帯 | 2,956人 |

### 人口の変遷
国勢調査による人口の推移。
| 年                 | 人口  |
| ------------------ | ----- |
| 2010年（平成22年） | 3,732 |
| 2015年（平成27年） | 3,375 |
| 2020年（令和2年）  | 3,224 |

### 世帯数の変遷
国勢調査による世帯数の推移。
| 年                 | 世帯数 |
| ------------------ | ------ |
| 2010年（平成22年） | 1,348  |
| 2015年（平成27年） | 1,246  |
| 2020年（令和2年）  | 1,255  |

## 学区
市立小・中学校に通う場合、学区は以下の通りとなる（2022年3月時点）。
- 丁目、番・番地等 : 一丁目〜六丁目、各全域
  - 小学校 : 横須賀市立高坂小学校
  - 中学校 : 横須賀市立浦賀中学校

## 事業所
2021年（令和3年）現在の経済センサス調査による事業所数と従業員数は以下の通りである。
| 丁目         | 事業所数  | 従業員数 |
| ------------ | --------- | -------- |
| 西浦賀一丁目 | 36事業所  | 422人    |
| 西浦賀二丁目 | 19事業所  | 72人     |
| 西浦賀三丁目 | 18事業所  | 139人    |
| 西浦賀四丁目 | 8事業所   | 18人     |
| 西浦賀五丁目 | 19事業所  | 206人    |
| 西浦賀六丁目 | 7事業所   | 368人    |
| 計           | 107事業所 | 1,225人  |

### 事業者数の変遷
経済センサスによる事業所数の推移。
| 年                 | 事業者数 |
| ------------------ | -------- |
| 2016年（平成28年） | 124      |
| 2021年（令和3年）  | 107      |

### 従業員数の変遷
経済センサスによる従業員数の推移。
| 年                 | 従業員数 |
| ------------------ | -------- |
| 2016年（平成28年） | 982      |
| 2021年（令和3年）  | 1,225    |

## 交通
- 神奈川県道208号浦賀港線
- 神奈川県道210号浦賀港久里浜停車場線

## 施設
- 横須賀市立高坂小学校
- 愛宕山公園
- 叶神社
- 常福寺

## その他

### 日本郵便
- 郵便番号 : 239-0824[2]（集配局 : 久里浜郵便局[11]）。